# Страчковский, Благоя
Благоя Миланов Страчковский (макед. Благоја Миланов Страчковски), по болгарским документам Благой Миланов Страчков (болг. Благой Миланов Страчков; 29 февраля 1920, Велес — 14 января 1943, там же) — югославский македонский партизан времён Народно-освободительной войны Югославии, Народный герой Югославии.

## Биография
Родился 29 февраля 1920 в Велесе в бедной семье. До войны был разнорабочим, окончил только начальную школу. В молодости вступил в революционное движение, неоднократно участвовал в антиправительственных выступлениях. Увлёкся чтением марксистской литературы, состоял в рабочем движении. В начале 1940 года был принят в Союз коммунистической молодёжи Югославии, а в конце того же года и в Компартию Югославии.
После вторжения войск стран Оси в Югославию Благоя был избран в местный комитет КПЮ в Велесе и стал секретарём местного отделения СКМЮ. Зимой с 1941 по 1942 годы установил контакты с товарищами, которые весной начали службу в партизанских отрядах. В апреле 1942 года Благоя создал свой отряд большой численности, в сентябре 1942 года ушёл в другой отряд имени Димитара Влахова (в нём он был политруком 2-й роты). Там он занимался пропагандой антифашистского движения и вовлечением добровольцев.
В декабре 1942 года в одной из битв против болгар большая часть отряда была перебита и Благоя остался в одиночестве без оружия и припасов. Болгары захватили его в плен и долго пытали. Не добившись ничего, они закопали Благою заживо, а затем откопали и изрубили его тело на куски. Точно так же был казнён и его отец.
Посмертно Благоя Страчковский получил звание Народного героя Югославии 11 октября 1953.